# Azijski kup u hokeju na travi 1982.
1. Azijski kup u hokeju na travi se održao 1982. godine.
Krovna međunarodna organizacija pod kojom se održalo ovo natjecanje je bila Azijska hokejska federacija.

## Mjesto i vrijeme održavanja
Održalo se u pakistanskom gradu Karachiju 1982.

## Borbe za odličja
U borbe za odličja su ušli Indija, Kina, Malezija i domaćin Pakistan, 

## Završni poredak prve četvorice
| Mj. | Momčad   |
| --- | -------- |
| 1.  | Pakistan |
| 2.  | Indija   |
| 3.  | Kina     |
| 4.  | Malezija |

| Osvajači Azijskog kupa 1982. |
| ---------------------------- |
| Pakistan Prvi naslov         |

## Nagrade i priznanja
| najbolji strijelac | najbolji igrač | najbolji vratar |
| ------------------ | -------------- | --------------- |
|                    |                |                 |

## Vanjske poveznice
- (engl.) Azijski kup